# L'Oiseau rare (téléfilm)
Pour les articles homonymes, voir L'Oiseau rare.
L'Oiseau rare est un téléfilm français réalisé par Didier Albert, diffusé le 14 mai 2001 sur TF1.

## Synopsis
Arrivée à la quarantaine, une femme fait le bilan e sa vie...

## Fiche technique
- Réalisateur : Didier Albert
- Scénario : Nicole Jamet
- Durée : 90 min
- Pays :  France

## Distribution
- Michèle Laroque : Alexandra
- Patrick Catalifo : Forest
- Hippolyte Girardot : Marc
- Delphine Rich : Isabelle
- Françoise Lépine : Lise
- Marie Piton : Marie
- Maïwenn : Diane
- Éric Prat : Étienne
- Marie-France Mignal : la mère d'Alex
- Jérôme Soubeyrand : Rémi
- Charles Ardillon : Loïc
- Valérie Maës : Clémentine
- Guy Amram : Roberto
- Gaspard Ulliel : Kévin
- Brandon Yokouchi : Tiago